# Ратко Радованович
Ратко Радованович (16 жовтня 1956) — югославський баскетболіст.
Олімпійський чемпіон 1980 року, бронзовий призер 1984 року.
Чемпіон світу 1978 року, бронзовий призер 1982, 1986 років.
Чемпіон Європи 1977 року, срібний призер 1981 року, бронзовий призер 1979, 1987 років.
Переможець Юнацького чемпіонату Європи (U-18) 1974 року.
Бронзовий призер чемпіонату Європи серед кадетів (U-16) 1973 року.